# أرنب صحراوي
أرنب صحراوي (الإسم العلمي:Sylvilagus audubonii)، هو نوع من الثدييات يتبع فصيلة الأرانب ضمن رتبة الأرنبيات. هو أحد أنواع جنس أرانب قطنية الذيل، يستوطن ولايات الغرب الأمريكية، من شرق مونتانا إلى غرب تكساس، ويستوطن كذلك في شمال ووسط المكسيك، ويتميز بآذانه الطويلة.